# 臺灣聯合大學系統

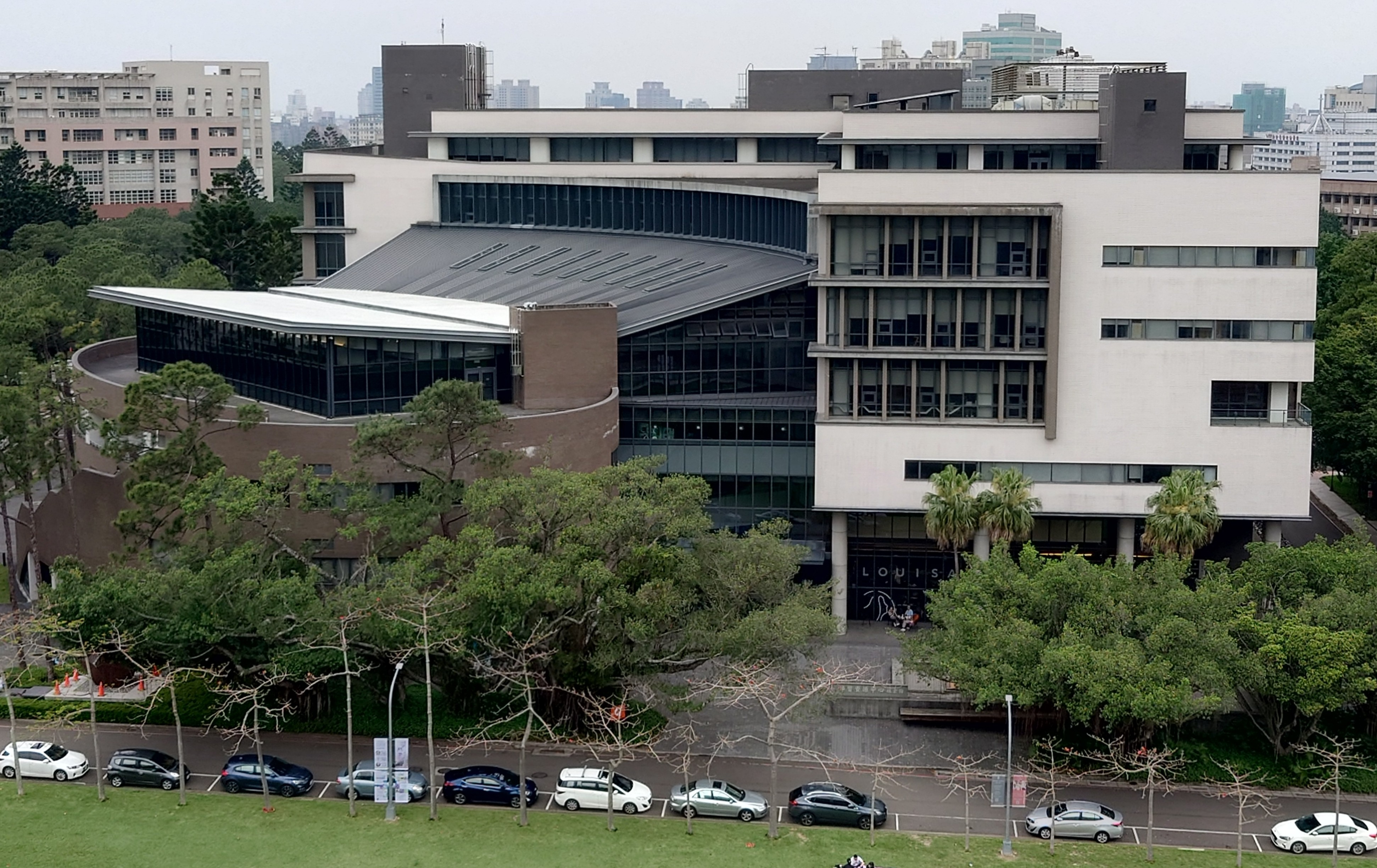
行政總部位於國立清華大學學習資源中心（旺宏館）

台灣聯合大學系統（英語：University System of Taiwan，UST），簡稱台灣聯大或台聯大，為台灣第一個大學系統。成員學校由位於北台灣的國立研究型大學組成，目前成員包括國立清華大學、國立陽明交通大學、國立政治大學、國立中央大學四校。

## 歷史

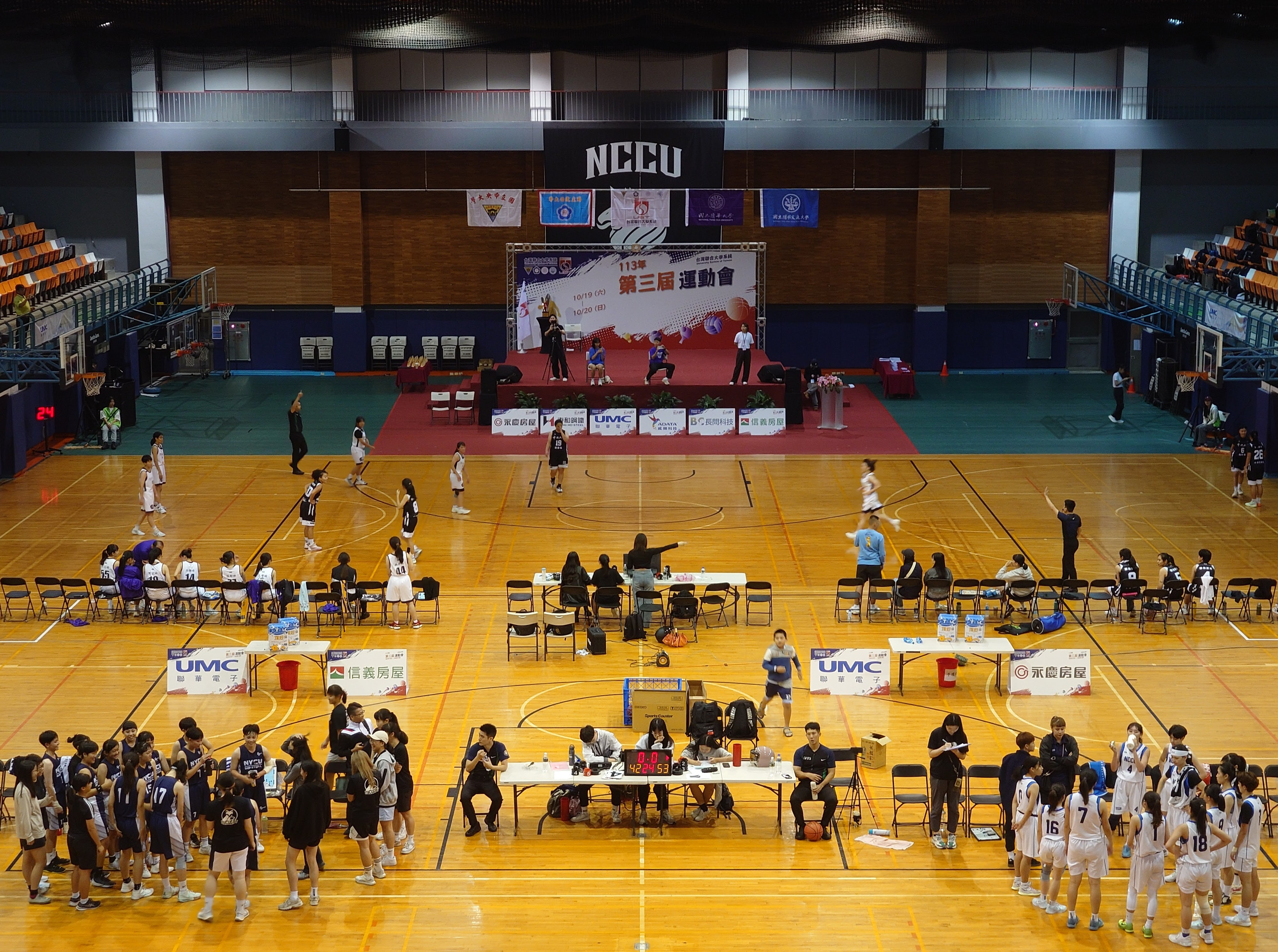
由國立政治大學主辦的第三屆台灣聯合大學系統運動會

2002年，中華民國教育部宣布「推動研究型大學整合計畫」，希望通過國內研究型大學的資源整合，提升大學教學研究競爭力。
2003年，國立清華大學、國立交通大學、國立陽明大學、國立中央大學四校開始試辦臺灣聯合大學系統，並在2008年經教育部核准正式成立。
2021年2月，系統成員中的國立交通大學與國立陽明大學，合併為國立陽明交通大學，同月國立政治大學加入系統。
2022年，舉辦首屆「台灣聯合大學系統運動會」，由國立中央大學主辦。之後每年舉辦一次，第二屆至第四屆運動會依序由國立清華大學、國立政治大學、國立陽明交通大學主辦。

### 歷任系統主席
| 起訖時間  | 系統主席       | 系統副主席                     | 備註 |
| --------- | -------------- | ------------------------------ | ---- |
| 2003-2006 | 劉兆漢         |                                |      |
| 2006-2008 | 曾志朗         |                                |      |
| 2008-2012 | 吳妍華（代理） |                                |      |
| 2012-2020 | 曾志朗         | 葉永烜、黃志彬、劉容生、陳正成 |      |
| 2020-現任 | 陳力俊         | 顏上堯、李大嵩、呂平江、蘇蘅   |      |

## 概況
台聯大目前的合作項目包括：合聘教師、相互承認學分、舉辦聯合招生、校際轉系及跨校修讀輔系或雙學位、合辦跨校之研究所及研究中心、共享圖書及貴重設備之資源、系統內全時選讀生（即交換學生）、國際志工、免費校際專車。短期目標為整合四校之行政、教學及研究資源；長期目標包括期待能「整併四校為一校」，推動線上跨校遠距授課。
系統行政總部位於清大並在各校設有行政辦公室。

### 研究中心
- 腦科學研究中心：研究領域包括神經科學、電腦科學、生理學、藥理學
- 奈米科技研究中心：研究領域包括固態物理、超導物理、非平衡態超導現象、超快光電元件
- 尖端資訊系統與電子研究中心：研究領域包括SoC設計、嵌入式訊號處理器及記憶體設計、超大型積體電路技術、低功率奈米CMOS電路
- 環境與能源研究中心：研究領域包括氫能研究、LED熱管理技術研發、製程熱流分析

### 全時選讀生
為增進學術交流與共享教學資源，台聯大系統四校學生可前往他校選讀學分，名為全時選讀生計畫（即俗稱的交換學生）。各校每學期選讀生之名額與其他條件由相關系所與教務處事先協商同意，於99學年度開始實施。

### 校際專車

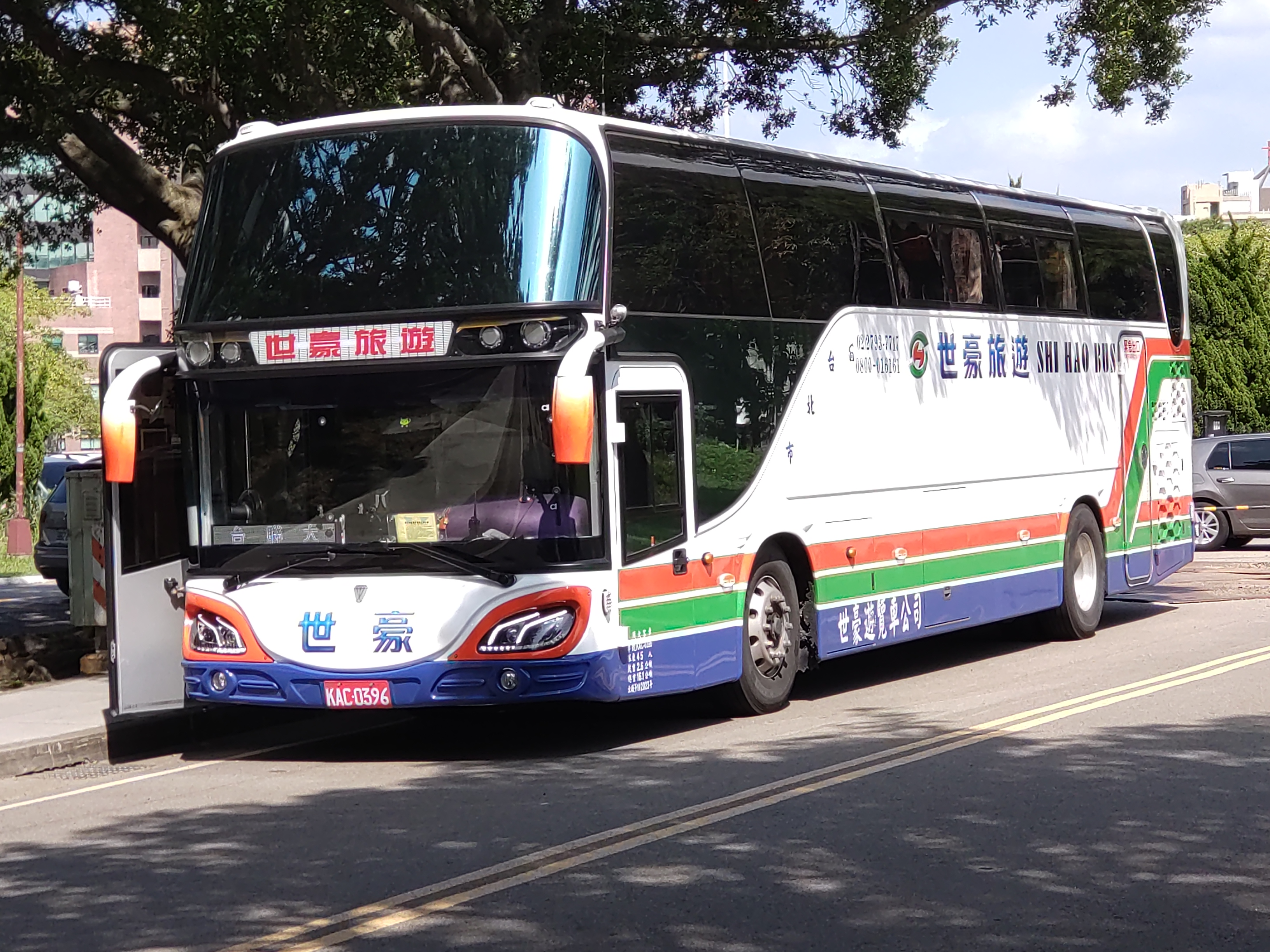
台聯大系統校際專車，由世豪遊覽車營運

為往返校園間需求，設立「跨校選授課校際專車」。主要服務對象是跨校選授課師生以及公務需求教職員生優先搭乘。行駛路線停靠站包含中央大學行政大樓前、陽明交通大學光復校區大禮堂前、清華大學化學館前、政治大學好漢坡站、臨停站「大安高工」公車站等五站。

### 聯合招生
目前聯合招生有兩項：其一為「台聯大碩士班招生」，由四所學校之部分科系及研究所對具學士學位資格（含應屆畢業及同等學力）者進行碩士班聯合招生；其二為大學部之「台聯大轉學考招生」。

## 大學排名

### 世界和地區排名
| 機構             | 2026 《QS》 | 2025 《泰唔士》 | 2023 《ARWU》 | 2022 《US NEWS》 | 2025 《QS Asia》 |
| ---------------- | ----------- | --------------- | ------------- | ---------------- | ---------------- |
| 國立清華大學     | 176         | 401-500         | 401-500       | 375              | 39               |
| 國立陽明交通大學 | 199         | 401-500         | 401-500       | 587              | 42               |
| 國立中央大學     | 587         | 1001-1200       | 801-900       | 724              | 112              |
| 國立政治大學     | 604         | 1201-1500       | -             | 1418             | 123              |

### 学科领域排名
以下为2025年QS世界大學学科领域排名：
| 機構             | 機構             | 藝術人文 | 工程科技 | 生科醫藥 | 基础科学 | 社科管理 |
| ---------------- | ---------------- | -------- | -------- | -------- | -------- | -------- |
| 國立清華大學     | 國立清華大學     | 242      | 145      | 501-550  | 154      | 305      |
| 國立陽明交通大學 | 國立陽明交通大學 | 451-500  | 292      | 256      | 317      | 451-500  |
| 國立中央大學     | 國立中央大學     | —        | 451-500  | —        | 369      | —        |
| 國立政治大學     | 國立政治大學     | 266      | —        | —        | —        | 326      |

## 四校所辖学院
| 學校／學門 | 國立清華大學       | 國立陽明交通大學 | 國立政治大學 | 國立中央大學 |
| ---------- | ------------------ | ---------------- | ------------ | ------------ |
| 理學       | ✔                  | ✔                | ✔            | ✔            |
| 工學       | ✔                  | ✔                |              | ✔            |
| 生物醫學   | ✔                  | +工程            |              | +理工        |
| 生命科學   | ✔                  | ✔                |              |              |
| 电机       | +资讯              | ✔                |              | 資訊+        |
| 资讯       |                    | ✔                | ✔            |              |
| 管理       | 科技+              | ✔                | ✔            | ✔            |
| 教育       | ✔                  | ✔                | ✔            |              |
| 艺术       | ✔                  |                  |              | ✔            |
| 原科       | ✔                  |                  |              |              |
| 政經       | ✔ （台北政經學院） | ✔                | ✔            | ✔            |
| 法律       |                    |                  | ✔            | ✔            |
| 客家       |                    | ✔                |              | ✔            |
| 醫學       | ✔ (學士後醫學系)   | ✔                |              |              |
| 護理       |                    | ✔                |              |              |
| 牙医       |                    | ✔                |              |              |
| 药物科學   |                    | ✔                |              |              |
| 附設醫院   |                    | ✔                |              |              |
| 光電       | ✔                  | ✔                |              | ✔            |
| 半導體     | ✔                  | ✔                |              |              |
| 外語文學   | ✔                  | ✔                | ✔            | ✔            |
| 傳播       |                    | ✔                | ✔            |              |
| 國際事務   |                    |                  | ✔            |              |
| 智慧科學   |                    | ✔                |              |              |
| 科技法律   | ✔                  | ✔                |              |              |
| 地球科學   |                    |                  |              | ✔            |
| 小计       | 15                 | 21               | 9            | 11           |

## 其它的大學聯盟系統介紹

### 臺灣
- 國立臺灣大學系統
- 臺灣綜合大學系統
- 臺北聯合大學系統
- 臺灣教育大學系統
- 台灣國立大學系統
- 國立臺北專業大學聯盟
- 國立雲林大學聯盟
- 優久聯盟
- 中臺灣大學系統
- 泛太平洋大學聯盟
- 大文山大學社會責任聯盟

### 歐美
- 常春藤盟校
- 公立常春藤
- 七姊妹學院
- U15 (加拿大大學)
- 牛劍
- 澳洲八校聯盟

### 中國大陸
- 九校聯盟

## 外部連結
- 台灣聯合大學系統 （页面存档备份，存于）
  - 國立清華大學 （页面存档备份，存于）
  - 國立陽明交通大學 （页面存档备份，存于）
  - 國立政治大學 （页面存档备份，存于）
  - 國立中央大學 （页面存档备份，存于）